# United Angels

United Angels in der Saison 2022/2023

Die United Angels ist ein deutsches Synchroneiskunstlauf-Team. Sie starten in der Kategorie Meisterklasse/Seniors, sind deutscher Vizemeister und Platz 12 der Weltrangliste 2023.

## Geschichte
Die United Angels repräsentieren seit 1995 ihre Heimatstadt Stuttgart regelmäßig bei nationalen und internationalen Wettbewerben sowie Schaulaufen. 8 Deutsche Vizemeister-Titel und mehrere WM-Teilnahmen nennt es sein Eigen. 2009, 2010 und 2023 konnte das Team an den Weltmeisterschaften teilnehmen. Seit 2015 wird das Team von Ex-Läuferin Christina Calmbacher trainiert. Zwischen den Jahren 2015 bis 2018 musste das Team wegen Läufermangels zwischenzeitlich in der Kategorie Mixed Age antreten. Seit der Saison 2018/2019 sind die United Angels wieder in der Meisterklasse zurück. 2022 wurde das Trainerteam durch Ex-Läufer Jan Hübner als Co-Trainer ergänzt. Nach 11 Jahren ist das Team in der Saison 2022/2023 Deutscher Vizemeister geworden und qualifizierte sich durch die guten Leistungen der Saison für die Weltmeisterschaften in Lake Placid, USA. Seit der Saison 2022/2023 sind sie Teil des Deutschen Bundeskaders Synchroneiskunstlauf. Das Team besteht derzeit aus 18 Läuferinnen und einem Läufer zwischen 16 und 34 Jahren.

## Erfolge

### Saison 2022/2023
- Riga Amber Cup (Riga, Lettland) – 2. Platz[2]
- Neuchâtel Trophy (Neuchâtel, Schweiz) – 6. Platz[3]
- Mozart Cup (Salzburg, Österreich) – 8. Platz[4]
- Cup of Neuss (Neuss, Deutschland) – 2. Platz[5]
- World Synchronized Skating Championships (Lake Placid, USA) – 12. Platz[6]

### Saison 2021/2022
- Hevelius Cup (Danzig, Polen) – 6. Platz[7]
- Mozart Cup (Salzburg, Österreich) – 3. Platz
- Tissot Neuchâtel Trophy (Neuchâtel, Schweiz) – 8. Platz[8]
- German Open Synchronized Skating Championships (Neuss, Deutschland) – 5. Platz[9]

## Nachwuchs (Mixed Age)
2015 wurde das Nachwuchsteam (Novice) ins Leben gerufen und gibt Mädchen und Jungen die Möglichkeit, Synchroneiskunstlaufen für sich entdecken und ausprobieren zu können. Das Training im Nachwuchsbereich soll den Grundstein legen, um später in das Senior Team aufsteigen zu können. In der Saison 2021/2022 entwickelte sich das Team in die Kategorie Mixed Age, in der es kein Alterslimit gibt und somit vielen Läufern die Türen öffnet. Das Team wird von Kilian Madeja und Isabell Parfene trainiert und besteht derzeit aus 15 Sportlerinnen.

### Saison 2022/2023
- Cup of Neuss (Neuss, Deutschland) – 8. Platz
- Cup of Dresden (Dresden, Deutschland) – 4. Platz
- Bavaria Cup (Höchstadt a. d. Aisch) – 5. Platz